# روكليد (تكساس)
روكليد، تكساس

روكليد (بالإنجليزية: Rockdale)‏ هي مدينة أمريكية تقع في ولاية تكساس.تبلغ مساحة هذه المدينة 8.1 (كم²)،ويبلغ عدد سكانها 5439 نسمة حسب إحصاء سنة 2010 م. تشير إحصاءات سنة 2000م بأن الكثافة السكانية في هذه المدينة تقدر بـ(670.2) نسمة/كم2.

## التركيبة السكانية
حدّد مكتب تعداد الولايات المتحدة بيانات التركيبة السكانية لروكليد في تعداد الولايات المتحدة. في ما يلي، التركيبة السكانية حسب تعدادي 2000 و2010.

### تعداد عام 2000
بلغ عدد سكان روكليد 5,439 نسمة بحسب تعداد عام 2000، وبلغ عدد الأسر 2,077 أسرة وعدد العائلات 1,421 عائلة مقيمة في المدينة. في حين سجلت الكثافة السكانية 523.5 نسمة لكل كيلومتر مربع (1,355.9/ميل2). وبلغ عدد الوحدات السكنية 2,379 وحدة بمتوسط كثافة قدره 229 لكل كيلومتر مربع (593.1/ميل2).
وتوزع التركيب العرقي للمدينة بنسبة 70.69% من البيض و14.29% من الأمريكيين الأفارقة و0.35% من الأمريكيين الأصليين و0.42% من الأمريكيين ذوي الأصول الآسيوية و12.23% من الأعراق الأخرى و2.02% من عرقين مختلطين أو أكثر و21.93% من الهسبانيون أو اللاتينيون من أي عرق.
بلغ عدد الأسر 2,077 أسرة كانت نسبة 36.8% منها لديها أطفال تحت سن الثامنة عشر تعيش معهم، وبلغت نسبة الأزواج القاطنين مع بعضهم البعض 51.9% من أصل المجموع الكلي للأسر، ونسبة 13% من الأسر كان لديها معيلات من الإناث دون وجود شريك، بينما كانت نسبة 3.5% من الأسر لديها معيلون من الذكور دون وجود شريكة وكانت نسبة 31.6% من غير العائلات. تألفت نسبة 28.2% من أصل جميع الأسر من عدة أفراد يعيشون في نفس المنزل ونسبة 15.6% كانت تتألف من شخص يعيش بمفرده يبلغ من العمر 65 عاماً أو أكثر. وبلغ متوسط حجم الأسرة المعيشية 2.55، أما متوسط حجم العائلات فبلغ 3.14.
بلغ العمر الوسطي للسكان 36.0 عاماً. وكانت نسبة 28.5% من القاطنين تحت سن الثامنة عشر، وكانت نسبة 8.2% بين الثامنة عشر والرابعة والعشرين عاماً، ونسبة 24.6% كانت واقعةً في الفئة العمرية ما بين الخامسة والعشرين والرابعة والأربعين عاماً، ونسبة 19.5% كانت ما بين الخامسة والأربعين والرابعة والستين، ونسبة 16.8% كانت ضمن فئة الخامسة والستين عاماً فما فوق. يوجد لكل 100 أنثى 91.4 ذكر، ويوجد لكل 100 أنثى في الثامنة عشر من عمرها فما فوق 85.6 ذكر.
بلغ متوسط دخل الأسرة في المدينة 34,612 دولارًا، أما متوسط دخل العائلة فبلغ 39,491 دولارًا. وكان متوسط دخل الذكور 30,758 دولارًا مقابل 20,692 دولارًا للإناث. وسجل دخل الفرد الخاص بالمدينة 17,618 دولارًا. وكانت نسبة 13.2% من العائلات ونسبة 18.3% من السكان تحت خط الفقر، وكان من هؤلاء نسبة 27.7% تحت سن الثامنة عشر ونسبة 9.7% في الخامسة والستين من العمر وما فوق.

### تعداد عام 2010
بلغ عدد سكان روكليد 5,595 نسمة بحسب تعداد عام 2010، وبلغ عدد الأسر 2,109 أسرة وعدد العائلات 1,422 عائلة مقيمة في المدينة. في حين سجلت الكثافة السكانية 538.5 نسمة لكل كيلومتر مربع (1,394.7/ميل2). وبلغ عدد الوحدات السكنية 2,589 وحدة بمتوسط كثافة قدره 249.2 لكل كيلومتر مربع (645.4/ميل2).
وتوزع التركيب العرقي للمدينة بنسبة 72.56% من البيض و13.35% من الأمريكيين الأفارقة و0.89% من الأمريكيين الأصليين و0.63% من الأمريكيين ذوي الأصول الآسيوية و10.08% من الأعراق الأخرى و2.48% من عرقين مختلطين أو أكثر و28.24% من الهسبانيون أو اللاتينيون من أي عرق.
بلغ عدد الأسر 2,109 أسرة كانت نسبة 37.3% منها لديها أطفال تحت سن الثامنة عشر تعيش معهم، وبلغت نسبة الأزواج القاطنين مع بعضهم البعض 45.3% من أصل المجموع الكلي للأسر، ونسبة 15.9% من الأسر كان لديها معيلات من الإناث دون وجود شريك، بينما كانت نسبة 6.2% من الأسر لديها معيلون من الذكور دون وجود شريكة وكانت نسبة 32.6% من غير العائلات. تألفت نسبة 28.7% من أصل جميع الأسر من عدة أفراد يعيشون في نفس المنزل ونسبة 13.4% كانت تتألف من شخص يعيش بمفرده يبلغ من العمر 65 عاماً أو أكثر. وبلغ متوسط حجم الأسرة المعيشية 2.60، أما متوسط حجم العائلات فبلغ 3.16.
بلغ العمر الوسطي للسكان 37.0 عاماً. وكانت نسبة 28.6% من القاطنين تحت سن الثامنة عشر، وكانت نسبة 7.8% بين الثامنة عشر والرابعة والعشرين عاماً، ونسبة 23.3% كانت واقعةً في الفئة العمرية ما بين الخامسة والعشرين والرابعة والأربعين عاماً، ونسبة 23.5% كانت ما بين الخامسة والأربعين والرابعة والستين، ونسبة 16.9% كانت ضمن فئة الخامسة والستين عاماً فما فوق. وتوزع التركيب الجنسي للسكان بنسبة 46.7% ذكور و53.3% إناث.

## أعلام
- فورست كروفورد